# لويز شرودر
لويز شرودر (بالألمانية: Louise Schroeder )‏ (و. 1887 – 1957 م) هي سياسية ألمانية، كانت عضوةً في الحزب الديمقراطي الاجتماعي الألماني (منذ 1910)، شاركت في الانتخابات الرئاسية الألمانية الغربية 1949، كانت عضوةً في الجمعية البرلمانية لمجلس أوروبا، توفيت في برلين، عن عمر يناهز 70 عاماً.

## مناصب
تولت منصب عضو في برلمان برلين ‏ (11 يناير 1951–1 فبراير 1952)
- عضو في البوندستاغ الألماني (7 سبتمبر 1949–7 سبتمبر 1953)[7][10]
- عضو في برلمان برلين ‏ (14 يناير 1949–1950)[11]
- عضو في برلمان برلين ‏ (26 نوفمبر 1946–21 يناير 1947)[12]
- عضو مجلس النواب الألماني للجمهورية فايمار (1920–1933)[11]
- عمدة برلين.

## جوائز
حصلت على جوائز منها:
- مواطن فخري في برلين (1957)[7]
- نيشان صليب قائد فرسان من رتبة استحقاق جمهورية ألمانيا الاتحادية (1952).